# Mired

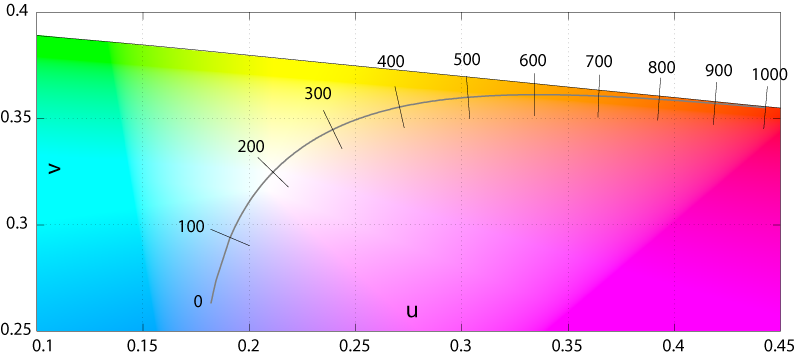
Kleurtemperatuur als Planck-verzameling in de kleurruimte volgens CIE 1960.

Mired (M), afkomstig van de  term micro reciprocal degree, is een eenheid gelijk aan 106 K−1. De miredwaarde (juister: de reciproke kleurtemperatuur in mired) is dus gelijk aan 1.000.000 (een miljoen) gedeeld door de kleurtemperatuur in kelvin. Als formule:
{\displaystyle M={\frac {1.000.000}{T}}}
waarin T = kleurtemperatuur in kelvin.
Als voorbeeld: Een blauwe lucht met een kleurtemperatuur T van ongeveer 25.000 K heeft een miredwaarde M = 40 mired, een fotografische flitser heeft een kleurtemperatuur van 5000 K met een miredwaarde van M = 200 mired.
De mired is een eenvoudig toepasbare kleurtemperatuurschaal in de fotografie, waar het gebruikt kan worden als indicatie voor kleurcorrectiefilters voor een bepaalde filmsoort of lichtbron. Een gelig filter waarmee de kleurtemperatuur verlaagd wordt heeft een positieve waarde, een blauwig filter een negatieve. De mate van correctie kan eenvoudig bepaald worden door de mired waarde van het filter bij die van de lichtbron op te tellen. Omgekeerd geeft het verschil tussen de waarde van het gewenste licht en van die van het beschikbare licht de benodigde sterkte van het filter. Als bijvoorbeeld voor een interieurfoto licht van een flitser (200 mired) gemengd moet worden met dat van halogeenlampen (310 mired) zou de flitser voorzien kunnen worden van een (oranje-gelig) filter van +110 mired, zodat de kleuren in balans komen. Als er op dezelfde foto ook nog daglicht naar binnen komt zouden de halogeenlampen voorzien kunnen worden van een negatief (blauwig) filter.
Soms wordt de decamired (daM) toegepast, waarbij 1 decamired gelijk is aan 10 mired.

## Geen SI
De mired voldoet niet aan de eisen die gelden voor SI-eenheden. Om daaraan te voldoen zou de waarde een miljoen keer zo groot moeten zijn. De mired zou dan micro-.... moeten heten.